# Oberna carpatica
Oberna carpatica là loài thực vật có hoa thuộc họ Cẩm chướng. Loài này được (Zapal.) Czerep. mô tả khoa học đầu tiên năm 1981.